# Jaime Rubio Álvarez
Jaime Rubio Álvarez fou un enginyer espanyol, dedicat professionalment a les empreses del ram del tèxtil. El 1988 va rebre la Creu de Sant Jordi per la seva gestió al capdavant del Pla de Reconversió Tèxtil de 1983 en un moment que era força compromès per a aquest sector a Catalunya, però que significà la modernització de la indústria de cara a la competitivitat en el mercat europeu.